# Cathédrale de la Dormition de la laure des Grottes de Kiev
Cette  cathédrale ne doit pas être confondue avec une autre cathédrale de Kiev.
 D’autres cathédrales portent le nom de cathédrale de la Dormition.
La cathédrale de la Dormition de la laure des Grottes de Kiev (dans le langage courant dite la « Grande Église ») (en ukrainien : Собор Успіння Пресвятої Богородиці ; en russe : Собор Успения Пресвятой Богородицы) est la cathédrale principale de la laure des Grottes de Kiev, à l'origine de sa création premier modèle de toutes les églises monastiques de la Rus' de Kiev, également crypte des princes de Kiev.

## Histoire de sa création

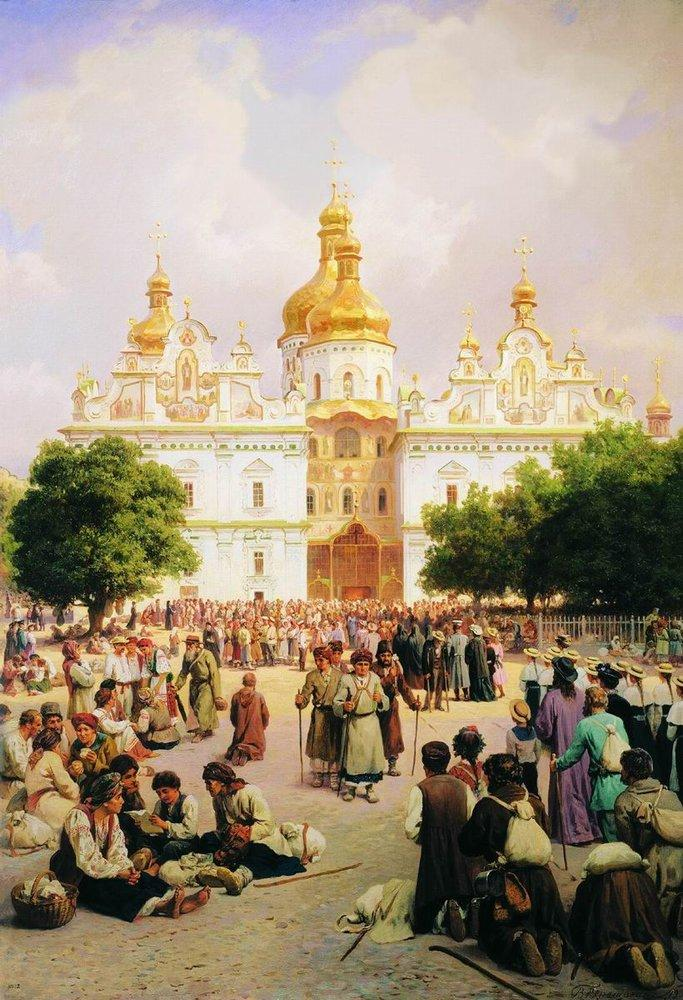
La laure des Grottes à Kiev par Vassili Petrovitch Verechtchaguine (1905)

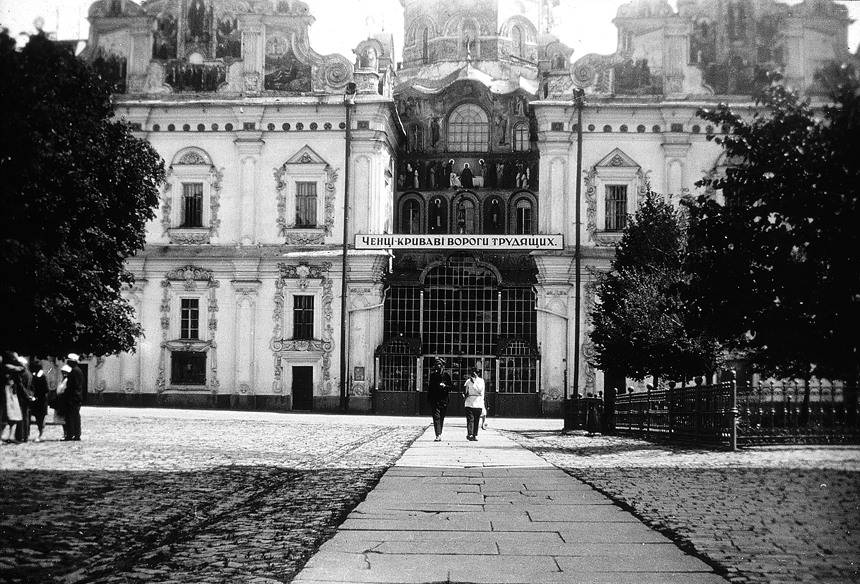
« Les moines - ennemis héréditaires des travailleurs » (Banderole sur la cathédrale, années 1930).

L'édifice fut mis en chantier en 1073 à l'initiative de Théodose de Kiev et achevé en trois ans grâce aux fonds mis à disposition par Sviatoslav II. L'histoire de sa construction constitue une véritable légende. Cette construction et la décoration, dont écrit le Paterikon des grottes de Kiev, est liée à douze maîtres grecs, venus de Constantinople à Kiev, à la suite d'un rêve qui montrait l'image de l'église de Notre-Dame qui devait être construite.
Prirent une part active à la construction : Yakun l'aveugle, le Varègue Shimon Afrikanovitch dont descendront plus tard de nombreuses familles de la noblesse russe : les Véliaminov, les Vorontsov, les Aksakovt.
Dmitri Likhatchov a établi les liens entre la construction de la Cathédrale et le début du développement du culte de Notre-Dame dans la Rus'. De même importance selon l'historien, que le miracle de la tunique de la Vierge Marie, abandonnée lors de son assomption et qui devint une relique faisant l'objet d'une grande dévotion des fidèles chrétiens.
P. A. Rasppoport fait remarquer que l'image de l'église de la Laure est perçu dans la Rus' comme l'origine d'un modèle pour les édifices religieux : « La légende de la construction miraculeuse de la cathédrale de l'Assomption a transformé celle-ci en canon que les autorités ecclésiastiques ont certainement exigé de conserver strictement comme principe général de construction des cathédrales. »
La cathédrale souffrit beaucoup du tremblement de terre de 1230, et des déprédations que lui firent subir les Mongols le Khan de Batu. L'édifice fut reconstruit en 1470. Mais dès 1482 elle est à nouveau saccagée par les tatars de Crimée du Khan de Mengli Ier Giray lors du sac de Kiev en 1482. Restaurée une nouvelle fois elle servit de crypte à la noblesse lituanienne et russe. Détruite encore par un incendie grave en 1718. Restaurée en 1729, agrandie et décorée dans le style baroque ukrainien.

### Destruction

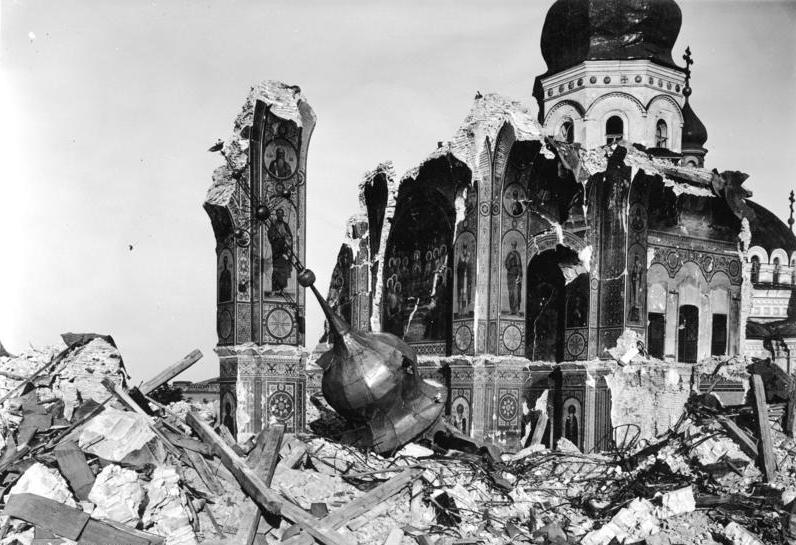
Ruines de la cathédrale de la Dormition après l'explosion de 1941

Lors de la Seconde Guerre mondiale l'édifice fut détruit par une explosion le 3 novembre 1941. Selon les documents du procès de Nuremberg ce sont les forces d'occupation allemandes qui furent responsables de cette explosion. Avant l'explosion de la cathédrale, de nombreux objets du culte de valeur furent emportés sous la direction du commissaire allemand Erich Koch, parmi lesquels le trône en argent de l'autel, des portes en argent de tabernacles, des chasubles en fils d'argent, des icônes, des cercueils garnis d'argent, des évangiles richement ornés, des collections de tissus et de brocards, et encore environ 2 000 objets de valeur. La trace de l'icône ancienne de la laure de Kiev de-là-Mère-de-Dieu s'est perdue durant ces pillages . Selon d'autres versions, l'explosion de la cathédrale se produisit dans le but de cacher les preuves du pillage.
Il existe une version des faits qui attribue la responsabilité de l'explosion à des espions soviétiques, sur la base de l'argument selon lequel les Allemands, qui cherchaient à gagner la confiance de la population ukrainienne, n'avaient aucun intérêt à la destruction de la cathédrale. Ils ont, en effet, par leur geste, empêché la renaissance de la vie monastique dans le monastère. Cette dernière version des faits prétend que les saboteurs soviétiques avaient infiltré la ville au moment de l'explosion. L'explosion était en fait un attentat contre Jozef Tiso, président slovaque pro-allemand en visite. Celui-ci, toutefois, quitta la cathédrale deux heures plus tôt que ce qu'escomptaient les saboteurs soviétiques et l'attentat contre lui échoua.
La vraisemblance de cette version des faits doit aussi être examinée à la lumière de l'attitude suivante de la part des Allemands : l'explosion de la cathédrale fut filmée par les allemands et le film fut présenté aux actualités allemandes officielles,. 
Au milieu des années 1990, le film a été trouvé dans une collection privée à Oberhausen et envoyé à Kiev avec l'aide du Dr Wolfgang Eichwede Directeur de la "Forschungsstelle Osteuropa" à l'Université de Brême, pour respecter les obligations de restitution. Il résulte de l'examen du film que les autorités allemandes connaissaient à l'avance le moment de l'explosion et ont, dès lors, eu la possibilité de choisir pour l'opérateur un endroit sûr et donnant une prise de vue spectaculaire. Plaident encore en faveur de la responsabilité des allemands, les limitations techniques des Soviétiques en matière des mines télécommandées, mais aussi l'ordre secret d'Adolf Hitler daté du 9 octobre adressé à sa police et aux SS : 

« Aucun prêtre, moine ou d'autres personnes qui travaillent habituellement dans les lieux, ne peuvent entrer dans le monastère, de la citadelle de Kiev. Le monastère ne doit en aucun cas  être utilisé comme lieu de travail ou d' activité religieuse. Ces personnes doivent être remises à la police et aux SS, puis éliminés ou traités d'une  manière laissée à la discrétion des SS. »

De la part des hauts fonctionnaires nazis leur opinion est bien connue suivant laquelle l'absence du sanctuaire affaiblirait la conscience nationale des Ukrainiens, de même que l'intérêt que présentait selon les Allemands l'interdiction d'accès « à d'anciens lieux de culte devenus des lieux de pèlerinage et, par conséquent, les centres du mouvement pour l'autonomie ». Selon les documents et les archives récemment découvertes, les Allemands eux-mêmes ont admis leur implication dans la destruction de la cathédrale de la Dormition . Il existe à ce sujet des reconnaissances et souvenirs de dirigeants nazis dont celles du ministre de l'armement Albert Speer, celles du dirigeant de la politique religieuse du ministère pour les territoires de l'Est, Charles Rosenfelder, celle de l'officier de la Wehrmacht Frederick Heyer, qui avait le grade de prêtre évangélique, celle de l'Obergruppenfuhrer Friedrich Jeckeln, qui supervisa directement la destruction de la cathédrale.

### Reconstruction

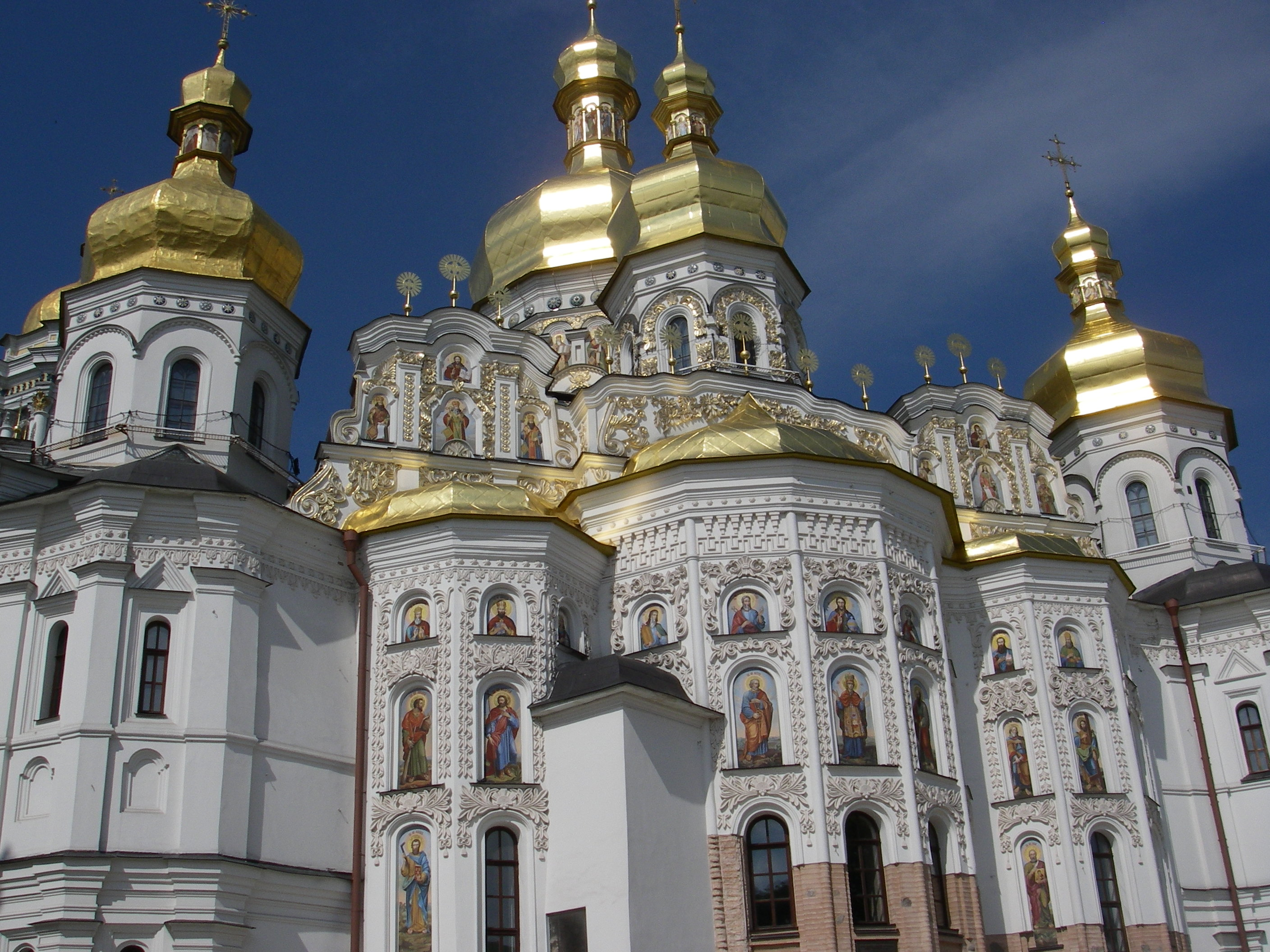
Partie arrière reconstruite de la cathédrale

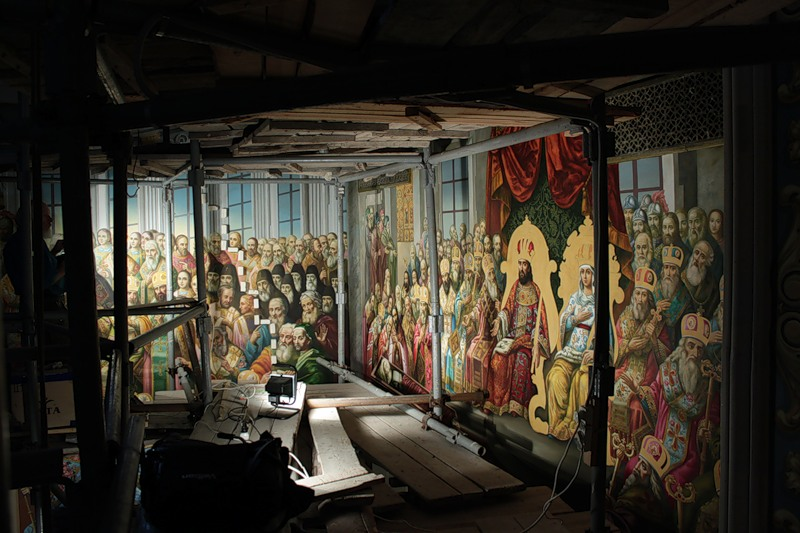
Nouvelle décoration de la cathédrale

Après l'explosion, la cathédrale fut laissée en l'état, comme témoignage des actes criminels des nazis. Aucun plan de reconstruction dans les formes primitives de la cathédrale ne fut présenté à l'occasion des festivités du 1 000e anniversaire du baptême de la Rus'. Ce n'est que le 9 décembre 1995 que le président de l'Ukraine Leonid Koutchma édicta un décret de reconstruction de la cathédrale. L'édifice fut reconstruit à la hâte, pratiquement en deux ans, sans étude scientifique sérieuse au préalable et en utilisant des matériaux contemporains. Avant sa reconstruction, se posa le problème de fixer la date de la fin des travaux pour le 950e anniversaire de la Laure des Grottes de Kiev (fondée en 1051). Dès que les travaux de reconstruction furent terminés l'édifice fut repeint ; il fut consacré religieusement le 24 août de l'an 2000.

## Architecture
La grande cathédrale de la Laure était une des plus grandes, par ses dimensions, parmi les monuments de l'architecture ancienne. Construite sur six piliers, couverte de coupoles en forme de croix dominant trois nefs, qui à l'est se terminent par des absides. Les piliers étaient taillés en forme de croix. L'espace couvert par les coupoles est très vaste, plus que celui de Sainte-Sophie de Kiev. Ces larges proportions et la longueur de l'édifice en on fait un modèle pour les autres églises de la vieille Rus' (dans un rapport de 2 sur3). Les façades sont garnies de pilastres plats, avec entre eux, des fenêtres en demi-cercles. La décoration extérieure utilise la brique pour réaliser des frises méandreuses. Jadis existait un baptistère de plan carré contigu à l'édifice au nord de celui-ci.
La partie centrale à l'intérieur était couverte de mosaïque (parmi laquelle une Vierge orante), sur les autres parties de murs étaient peintes des fresques. Selon le Paterikon des grottes de Kiev, un des auteurs des mosaïques pourrait être le moine Alypius des grottes. À la suite de nombreuses reconstructions ces chefs-d'œuvre ne furent pas conservés.

## Liens
- (uk)  (formes primitives de la cathédrale à sa construction).
- (uk) (photos de la cathédrale de Kiev)
- (en)  (lettre de Speer signalant la responsabilité allemande dans la destruction de la cathédrale)
- (ru) История храма с фотографией первоначального облика (Histoire de la cathédrale avec photos de l'édifice primitif)
- (ru) Успенский собор на сайте истории Киева (Cathédrale de la Dormition sur le site de Kiev)
- (ru) Информация научных сотрудников об истории древнего храма и восстановлении Успенского собор на сайте Национального Киево-Печерского историко-культурного заповедника

(informations sur l'histoire de la Cathédrale sur le site national des réserves historiques de la cathédrale)
- (ru) Видеоматериалы о восстановлении внутреннего убранства Успенского собора. Интервью с художниками(reportage vidéo télévisé sur la cathédrale)